# Lodewijk van Praet van Moerkerken
Lodewijk van Praet van Moerkerken ridder, heer van Carnisse en kastelein te Schoonhoven en heer van Cranendonck en Eindhoven (Schoonhoven, 1471 - 1537), was de zoon van Frank van Praet heer van Moerkerke en Merwede (1440-1473) en Elisabeth van Loon (1450-1514).
Hij was de jongste telg uit een gezin met 3 zonen. Zijn vader overleed toen hij 2 jaar oud was. Zijn grootvader Lodewijk van Praet van Moerkerken, ambachtsheer van het Belgische Moerkerke, vestigde zich rond 1420 in Nederland en liet rond 1440 het Hof van Moerkerken in Mijnsheerenland bouwen. Na het overlijden van Lodewijks moeder in 1514 kwam het huis  in andere handen.
Lodewijk trouwde op 5 mei 1497 met Catharina bastaarddochter van Egmond, dochter van Frederik van Egmont (bijnaam Schele Gijs), heer van IJsselstein, graaf van Buren en Leerdam en raadslid-kamerheer van Karel de Stoute en Maximiliaan van Oostenrijk (ca 1440 – 1521) en Catharina van Kessel (overleden 1500) de dochter van Hendrik van Ranst en Henrica van Haaften.
Uit het huwelijk van Lodewijk en Catharina zijn de volgende kinderen geboren:
- Joost van Praet, geboren Mijnsheerenland 1497
- Lodewijk van Praet, geboren Mijnsheerenland 1499
- Petronella van Praet, trouwde met Herman van Bronckhorst
- Willem van Praet, geboren Mijnsheerenland 1503
- Françoise van Praet (ca. 1505 - 6 oktober 1562), vrouwe van Moerkerken en Carnisse. Zij trouwde in 1519 met Wessel VI van den Boetzelaer vrijheer van Asperen, heer van Langerak, half Nieuwpoort en Carnisse (ca. 1500 - Rossum, 1575. Hij was een zoon van Rutger V van Boetzelaer en Bertha van Arkel.
- François van Praet, (Mijnsheerenland, 1506 - 1535)